# Source (obra de arte)
Source (en español: fuente) es una obra de arte de la artista búlgaro-francesa Elena Paroucheva, ubicada en el municipio de Amnéville-les-Thermes en Francia. Se trata de una monumental instalación artística sobre cuatro torres eléctricas de líneas aéreas de muy alta tensión, realizada de agosto a diciembre de 2003 por cuenta del operador francés de la red de transporte eléctrico RTE e inaugurada el 17 de febrero de 2004.

## Descripción
La instalación, que costó alrededor de 350.000 euros, está adosada a dos Torres delta de 28 metros y dos de 34 metros de altura de la línea aérea de 225 kV Amnéville - Montois. Consta de 3284 m de cables de acero, 2708 m de amarres, 525 m de tubería plástica, 576 m de tubería de acero inoxidable y 40 focos.
Los pilones se encuentran en la Rue de l'Europe ocupando más de 1,2 km y simbolizan en detalle:
- Torre No. 10 (28 m de altura): Fuente - Luz
- Torre No. 11 (28 m de altura): Fuente - Agua
- Torre No. 12 (34 m de altura): Fuente - Energía
- Torre No. 13 (34 m de altura): Fuente - Fuego